# Prophets of Science Fiction
Prophets of Science Fiction este o serie TV americană, un documentar produs și găzduit de Ridley Scott pentru Channel Science. Programul a avut premiera la 9 noiembrie 2011 . 
Seria prezintă viața și activitatea unor autori de science fiction din ultimele două secole. Descrie modul în care au prezis și, în consecință, au influențat dezvoltarea progreselor științifice prin inspirarea multor cititori pentru a ajuta la transformarea acelor viziuni futuriste în realitatea cotidiană. Poveștile sunt transmise prin videoclipuri, reconstituiri, ilustrații și interviuri.
Primul episod a avut parte de recenzii mixte. Comentatorii au apreciat abordarea combinării cercetării științifice contemporane și a expunerii biografice  dar au criticat seria pe care au caracterizat-o ca pe o "lumină asupra substanței dar foarte exagerată". Seria a încercat să lege personajul Frankenstein creat de Mary Shelley de evoluții precum transplanturile de organe, supercomputerele și cercetarea ADN-ului, încercări care au fost descrise de un critic ca fiind fără acoperire dar de către un altul ca fiind un succes.

## Lista episoadelor
Primul sezon al seriei este alcătuit din 8 episoade a câte o oră; au fost difuzate pe Science Channel în noiembrie 2011 și februarie 2012.
| Nr. | Subiect          | Data premierei TV |
| --- | ---------------- | ----------------- |
| 1   | Mary Shelley     | 9 noiembrie 2011  |
| 2   | Philip K. Dick   | 16 noiembrie 2011 |
| 3   | H.G. Wells       | 23 noiembrie 2011 |
| 4   | Arthur C. Clarke | 30 noiembrie 2011 |
| 5   | Isaac Asimov     | 15 februarie 2012 |
| 6   | Jules Verne      | 22 februarie 2012 |
| 7   | Robert Heinlein  | 29 februarie 2012 |
| 8   | George Lucas     | 7 martie 2012     |